# Hinweisgebersystem
Der Ausdruck Hinweisgebersystem bezeichnet ein System zum Gewinnen von Informationen, das Ermittler in Unternehmen und Verwaltungen einsetzen, um ihren Mitarbeitern und auch Personen des Umfeldes einen vertraulichen Kommunikationskanal zu eröffnen. Dieser kann von ihnen – das betrifft auch Whistleblower – zum Melden möglicher Straftaten und Ethikverstöße genutzt werden.
Zu Hinweisgebersystemen zählen Telefonhotlines, Ombudsleute, web-basierte Systeme sowie kombinierte Mechanismen zur sicheren Kommunikation von Missständen und Unregelmäßigkeiten. Unterschiede liegen in der zeitlichen und örtlichen Erreichbarkeit der Kommunikationsplattform, in der sicheren Anonymitätswahrung des Whistleblowers und damit in der Hemmschwelle, in der Konzentration auf bestimmte Delikte, im Vermeiden von Denunziantentum und in der Dialogmöglichkeit, um einen Fall aufzuklären.
Ziel dieser Systeme ist neben der frühzeitigen Aufdeckung vor allem die Prävention interner Missstände und Risiken.
Laut dem Whistleblowing Report 2021 erhielten Unternehmen im Jahr 2020 im Schnitt 34 Meldungen über Hinweisgebersysteme.

## Europäische Union
Die Europäische Union beschloss am 23. Oktober 2019 die „EU-Whistleblowing-Richtlinie“, welche am 16. Dezember 2019 in Kraft trat. Alle privaten und öffentlichen Unternehmen mit mehr als 50 Mitarbeitenden sind verpflichtet, das Hinweisgeberschutzgesetz umzusetzen und eine interne Meldestelle einzurichten.
Die EU Richtlinie 2019/1937 des Europäischen Parlaments und des Rates vom 23. Oktober 2019 zum Schutz von Personen, die Verstöße gegen das Unionsrecht melden, muss in allen Mitgliedstaaten in nationales Recht umgesetzt werden. Dadurch ergeben sich auch etwas unterschiedliche Anforderungen an die Hinweisgebersysteme.

## Deutschland
Am 2. Juni 2023 wurde das Hinweisgeberschutzgesetz, das Regelungen zu Hinweisgebersystemen enthält, im Bundesgesetzblatt veröffentlicht, das einen Monat später in Kraft trat.
Unternehmen ab 250 Mitarbeitende sind seit dem 2. Juli 2023 verpflichtet, die Anforderungen aus dem Hinweisgeberschutzgesetz umzusetzen. Bußgelder durch das Bundesamt für Justiz (BfJ) als zuständige Aufsichtsbehörde werden erst ab dem 1. Dezember 2023 verhängt, sollte bspw. keine interne Meldestelle eingerichtet worden sein. Unternehmen ab 50 Mitarbeitende werden ab dem 17. Dezember 2023 verpflichtet.
Entsprechend der Empfehlung der Europäischen Union erweitert das Hinweisgeberschutzgesetz den Schutzbereich um Meldungen, die Verstöße gegen nationales Recht betreffen.

## Österreich
Hinweisgeber dürfen ihre Meldungen der internen Stelle in der Organisation entweder schriftlich oder mündlich oder in beiden Formen sowie persönlich zukommen lassen.
Obgleich der Gesetzgeber davon überzeugt ist, dass die Implementierung eines Hinweisgebersystems in Organisationen einen hohen Nutzen mit sich bringt, so ist im Gesetz § 24 HSchG keine Strafe vorgesehen, wenn kein Hinweisgebersystem implementiert ist. Sehr wohl aber, wenn das Hinweismanagementsystem fehlt.